# Pfälzische T 1
| Pfälzische T 1                                                                                 | Pfälzische T 1                                                                                 | Pfälzische T 1                                                                                 |
| Pfälzische T1 Schaidt (Baujahr: 1892) im Schuppen des Eisenbahnmuseums in Neustadt/Weinstraße. | Pfälzische T1 Schaidt (Baujahr: 1892) im Schuppen des Eisenbahnmuseums in Neustadt/Weinstraße. | Pfälzische T1 Schaidt (Baujahr: 1892) im Schuppen des Eisenbahnmuseums in Neustadt/Weinstraße. |
| ---------------------------------------------------------------------------------------------- | ---------------------------------------------------------------------------------------------- | ---------------------------------------------------------------------------------------------- |
| Anzahl:                                                                                        | 4                                                                                              | 24                                                                                             |
| Hersteller:                                                                                    | Krauss                                                                                         | Krauss, Maffei                                                                                 |
| Baujahr(e):                                                                                    | 1868                                                                                           | 1878–1897                                                                                      |
| Ausmusterung:                                                                                  | 1890er                                                                                         | 1930                                                                                           |
| Achsformel:                                                                                    | B                                                                                              | B                                                                                              |
| Länge über Puffer:                                                                             | 5.510 mm                                                                                       | 8.005 mm                                                                                       |
| Spurweite:                                                                                     | 1.435 mm                                                                                       | 1.435 mm                                                                                       |
| Dienstmasse:                                                                                   | 27,6 t                                                                                         | 28,8 t                                                                                         |
| Reibungsmasse:                                                                                 | 27,6 t                                                                                         | 28,8 t t                                                                                       |
| Radsatzfahrmasse:                                                                              | 13,8 t                                                                                         | 14,4 t                                                                                         |
| Höchstgeschwindigkeit:                                                                         | 35 km/h                                                                                        | 45 km/h                                                                                        |
| Treibraddurchmesser:                                                                           | 1.242 mm                                                                                       |                                                                                                |
| Zylinderdurchmesser:                                                                           | 406 mm                                                                                         | 330 mm                                                                                         |
| Kolbenhub:                                                                                     | 610 mm                                                                                         | 508 mm                                                                                         |
| Kesselüberdruck:                                                                               | 7 bar                                                                                          | 10 bar                                                                                         |
| Rostfläche:                                                                                    | 1,10 m²                                                                                        | 1,00 m²                                                                                        |
| Verdampfungsheizfläche:                                                                        | 99,00 m²                                                                                       | 64,30 m²                                                                                       |

Zwei verschiedene Typen von Tenderlokomotiven der Pfalzbahn wurden als Pfälzische T 1 bezeichnet.
Die ersten vier als Pfälzische T 1 bezeichneten Loks wurden 1868 für die neu eröffnete Rheinbrücke zwischen Mannheim und Ludwigshafen angeschafft. Sie waren mit einer großen Zugkraft für die Rampen mit einer Neigung von 1:83 ausgelegt.
Von den ab 1878 beschafften bayerischen D IV wurden 24 als Pfälzische T 1 bei der Pfalzbahn eingestellt. Von diesen wurden 21 Fahrzeuge von der Deutschen Reichsbahn mit den Betriebsnummern 88 7301 bis 88 7321 in die als Baureihe 88.71–73 in den Nummernplan eingeordneten Bayerischen D IV eingruppiert.
88 7306 blieb als einzige Maschine dieser Bauart erhalten und kann im Eisenbahnmuseum Neustadt/Weinstraße besichtigt werden.